# Kotitzer Wasser
Das Kotitzer Wasser, obersorbisch Kotołka oder Kotečanska woda, ist ein linker Nebenfluss des Löbauer Wassers im Oberlausitzer Gefilde in Sachsen.

## Verlauf

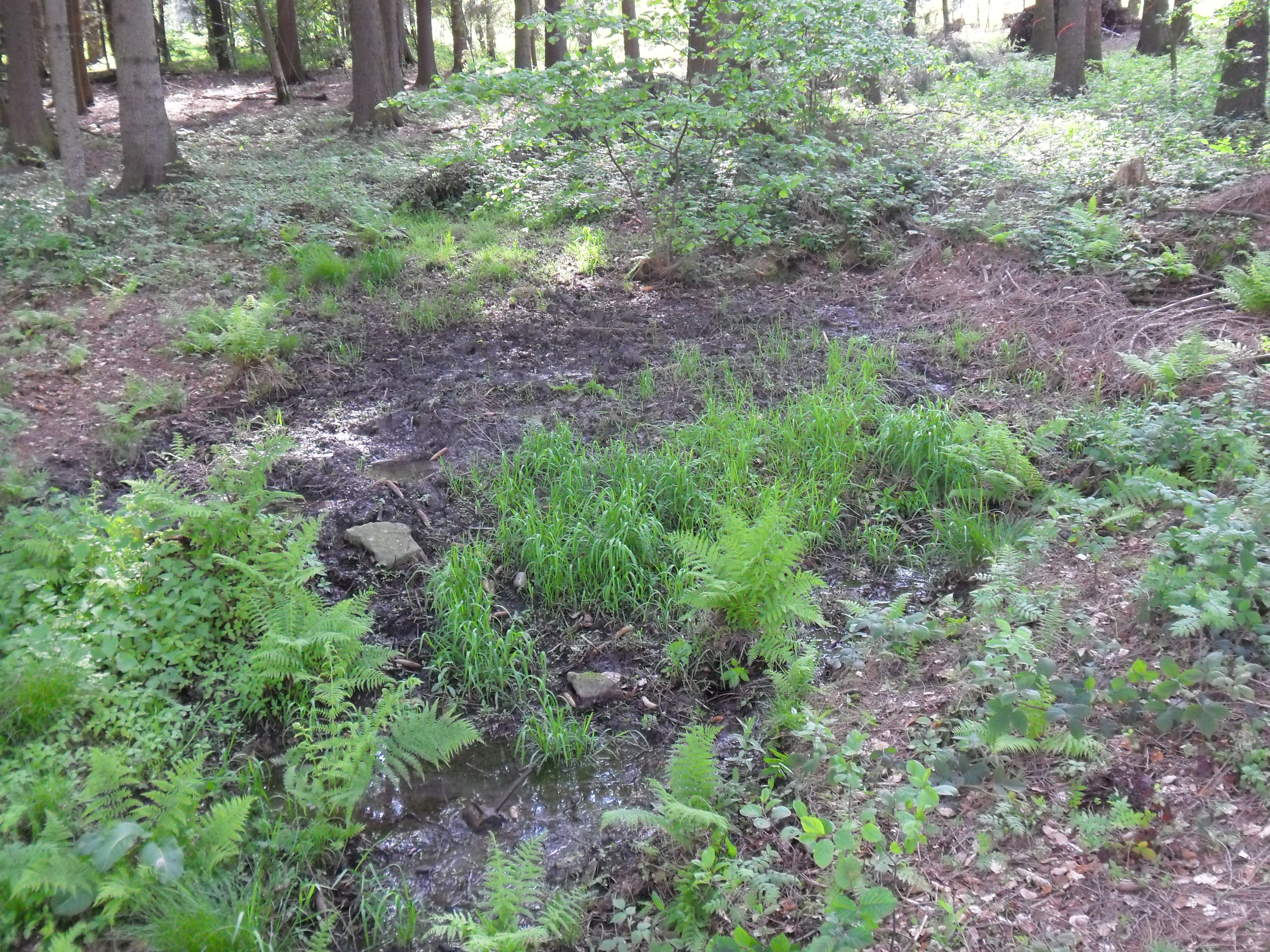
Die Quelle des Kotitzer Wassers oberhalb von Jauernick am Osthang des Richtersberges

Es entspringt in 360 m ü. M. am Osthang des Richtersberges am östlichen Czornebohmassiv bei Jauernick und trägt in seinem Oberlauf die Bezeichnung Buttermilchwasser. Der Bach fließt nach Osten bis Nechen, wo er am westlichen Ortsrand die Bundesstraße 6 unterquert.
Bei Laucha biegt das Buttermilchwasser westlich der Bundesstraße 178 am Schafberg (321 m) nach Nordwesten. Bis Breitendorf und Kohlwesa führt die Bahnstrecke von Löbau nach Bautzen im Tal entlang. Hier ändert der Bach seine Richtung nach Norden und wird als Kotitzer Wasser bezeichnet.
Das Kotitzer Wasser fließt durch das Hügelland um Lauske, wo die Dörfer Zschorna und Lauske liegen. Hier bildet der Fluss eine sogenannte Skala, das Felsental der Lausker Enge wurde 1967 als „Lausker Skala“ unter Naturschutz gestellt. Beiderseits des Tales liegen frühzeitliche Wallanlagen, rechtsseitig die Zschornaer Schanze und linksseitig die Lausker Schanze, auf der 1807 eine romantische Turmruine errichtet wurde, die bis zum Zweiten Weltkrieg als Aussichtsturm diente und dann verfiel. Weiter nördlich liegen Kotitz und Oberkotitz am Flüsschen, das dann westwärts ins Tal des Löbauer Wassers fließt, wo es die Necherner und Wurschener Teiche speist.
Hier fließt das Kotitzer Wasser südlich neben dem Löbauer Wasser her und ist durch mehrere Gräben (z. B. die Ritschka) mit diesem verbunden. Entlang des Kotitzer Wassers befinden sich die Dörfer Nechern, Belgern und Cannewitz. Oberhalb dieses Dorfes trennen sich die Täler beider Flüsse wieder und das Kotitzer Wasser unterquert die Bundesautobahn 4 nach Nordwesten.
Der letzte Ort am Unterlauf ist Gleina. Am Guttauer Auewald mündet das Kotitzer Wasser nach 25 Kilometern in das Löbauer Wasser, auch wenn an dieser Stelle der mittlere Durchfluss des Kotitzer Wassers größer ist als der seines Hauptflusses. Ein Grund dafür ist, dass über die oben genannten Gräben Wasser vom Löbauer ins Kotitzer Wasser fließt.